# Danish Ladies Masters
De Danish Ladies Masters was een jaarlijks golftoernooi voor vrouwen in Denemarken, dat deel uitmaakte van de Ladies European Tour. Het toernooi werd opgericht in 2005 en de laatste editie werd gehouden in 2008. Het toernooi werd georganiseerd onder de naam Nykredit Masters en de Deense verzekeringsbank Nykredit was hoofdsponsor van dit toernooi.

## Winnaressen
| Jaar             | Golfbaan            | Locatie          | Winnares             | Score            | Score            | Info                                               |
| Nykredit Masters | Nykredit Masters    | Nykredit Masters | Nykredit Masters     | Nykredit Masters | Nykredit Masters | Nykredit Masters                                   |
| ---------------- | ------------------- | ---------------- | -------------------- | ---------------- | ---------------- | -------------------------------------------------- |
| 2005             | Kokkedal Golfklub   | Odense           | Iben Tinning         | 273              | –15              | [ 1 ]                                              |
| 2006             | Odense Eventyr Golf | Odense           | Karen-Margrethe Juul | 273              | –15              | [ 2 ]                                              |
| 2007             | Helsingør Golf Club | Nordsjælland     | Lisa Hall po         | 275              | –9               | Won de play-off van Kiran Matharu en Kirsty Taylor |
| 2008             | Simon's Golf Club   | Kvistgård        | Martina Eberl        | 205              | –14              | 54-holes (regenweer)                               |